# 정읍 미륵사 석불좌상
정읍 미륵사 석불좌상(井邑 彌勒寺 石佛坐像)은 대한민국 전북특별자치도 정읍시에 있는 석불이다. 2002년 11월 15일 전라북도의 유형문화재 제196호로 지정되었다.

## 참고 자료
- 미륵사석불좌상 - 국가유산청 국가유산포털